# یواس‌اس اوفولا (وای‌تی‌بی-۸۰۰)
یواس‌اس اوفولا (وای‌تی‌بی-۸۰۰) (به انگلیسی: USS Eufaula (YTB-800)) یک کشتی بود که طول آن ۱۰۹ فوت (۳۳ متر) بود. این کشتی در سال ۱۹۶۶ ساخته شد.